# Lijst van afleveringen van Divorce
Dit is een lijst met afleveringen van de Nederlandse dramaserie Divorce. De serie telt  vier seizoen en 49 afleveringen.  Een overzicht van alle afleveringen is hieronder te vinden.

## Serieoverzicht
| Seizoen | Aantal afleveringen | Uitgezonden Nederland            | Uitgezonden België             | Verschijningsdatum dvd/blu-ray |  |
| ------- | ------------------- | -------------------------------- | ------------------------------ | ------------------------------ |  |
| 1       | 13                  | 16 december 2012 – 10 maart 2013 | 28 februari 2013 – 23 mei 2013 | 11 april 2013                  |  |
| 2       | 12                  | 16 maart 2014 – 1 juni 2014      | n.n.b.                         | 2 mei 2014                     |  |
| 3       | 12                  | 4 januari 2015 – 22 maart 2015   | n.n.b.                         | 6 februari 2015                |  |
| 4       | 12                  | 3 januari 2016 – 20 maart 2016   | n.n.b.                         | 5 februari 2016                |  |

## Afleveringen

### Seizoen 1 (2012-2013)
| Nr. | #  | Titel                      | Regisseur         | Schrijver(s)                              | Datum            | Kijkcijfers |
| --- | -- | -------------------------- | ----------------- | ----------------------------------------- | ---------------- | ----------- |
| 1 | 1  | Our house                  | Will Koopman      | Dag Neijzen, Lex Wertwijn en Linda de Mol | 16 december 2012 | 1.927.000   |
| Boudewijn, David en Joris zijn drie mannen uit drie verschillende werelden. Er is één ding dat hen bindt: ze hebben alle drie heftige relatieproblemen. De mannen leren elkaar beter kennen, doordat ze alle drie in hetzelfde schuitje zitten. Sophie komt erachter dat Boudewijn vreemdgaat en neemt een beslissing. David wil zijn zestienjarige huwelijksjubileum vieren, maar daar denkt zijn vrouw Tamar anders over. Joris is toe aan een pauze.                                                                      |    |                            |                   |                                           |                  |             |
| 2 | 2  | Verbroken gebroken         | Will Koopman      | Jacqueline Epskamp en Dag Neijzen         | 23 december 2012 | 1.673.000   |
| Nadat Sophie achter de waarheid komt van een andere scharrel van Boudewijn, besluit ze definitief met hem te breken. Tamar heeft na het vertrek van David de sloten op het huis veranderd en biecht op dat zij wil scheiden. Joris besluit zijn relatie met Joyce te verbreken. De drie mannen besluiten ondanks onderlinge irritaties samen te gaan wonen. Door de scheiding tussen Joris en Joyce neemt Joyce een drastisch besluit.                                                                                       |    |                            |                   |                                           |                  |             |
| 3 | 3  | Hoog spanning              | Will Koopman      | Jacqueline Epskamp en Dag Neijzen         | 30 december 2012 | 1.306.000   |
| Boudewijn wordt veertig en blijkt daar erg moeite mee te hebben, hij wil dan ook graag zijn verjaardag voorbij laten gaan. De geplande surpriseparty van Sophie voor Boudewijn wordt geannuleerd. David komt onder zo hoge spanning te staan, dat hij letterlijk in elkaar stort. Boudewijn regelt een modellenklus voor Joris, maar Joris zit daar niet echt op te wachten. Tussen Joris en Joyce lopen de spanningen hoog op.                                                                                              |    |                            |                   |                                           |                  |             |
| 4 | 4  | Fris en fruitig            | Will Koopman      | Haye van der Heyden en Jacqueline Epskamp | 6 januari 2013   | 1.839.000   |
| De kinderen van Boudewijn en David komen logeren, maar op voorwaarde van Sophie en Tamar dat het hele huis schoon moet zijn en veilig voor de kinderen. Als blijkt dat Kevin is verdwenen is Joris radeloos en denkt zelfs dat Joyce in staat is om Kevin iets aan te doen. Ondertussen komt Hetty dagelijks langs in de villa en raken Boudewijn en David hier behoorlijk geïrriteerd over. Boudewijn en David geven Joris een ultimatum.                                                                                   |    |                            |                   |                                           |                  |             |
| 5 | 5  | De eerste date             | Vincent Schuurman | Haye van der Heyden en Jacqueline Epskamp | 13 januari 2013  | 1.754.000   |
| De drie mannen besluiten om weer te gaan daten, maar Joris en David hebben hier allebei geen ervaring mee. Davids hart gaat sneller kloppen in het bijzijn van zijn cardiologe. David doet er alles aan om in de smaak te vallen bij Desiree, maar zij lijkt er niet echt van onder de indruk te zijn. Joyce besluit het over een andere boeg te gooien en ziet in dat ze hulp nodig heeft. Ondertussen ontmoet Joris de vrijgezelle Merel.                                                                                  |    |                            |                   |                                           |                  |             |
| 6 | 6  | Geheimen zijn bedrog       | Vincent Schuurman | Haye van der Heyden                       | 20 januari 2013  | 1.736.000   |
| Boudewijn is blij wanneer Sophie zijn hulp inroept, maar als ook plotseling de nieuwe vriend van Sophie voor de deur staat valt Boudewijn in een diep zwart gat. David en Tamar besluiten in therapie te gaan, maar wel volgens de eisen van Tamar. De therapie lijkt niet echt de lukken en David neemt een belangrijke beslissing in zijn leven. Joris heeft een geheim dat hij verborgen houdt voor Boudewijn en David, al snel krijgen zij echter argwaan.                                                               |    |                            |                   |                                           |                  |             |
| 7 | 7  | Onaangename verrassingen   | Vincent Schuurman | Jacqueline Epskamp                        | 27 januari 2013  | 1.872.000   |
| Boudewijn heeft moeite met het feit dat Sophie een nieuwe vriend heeft en maakt dit ook erg duidelijk, met alle gevolgen van dien. David heeft een intieme ontmoeting met Tamar, die uiteindelijk escaleert. Joyce komt terug uit Drenthe met het nieuws dat ze zwanger is. Joris zit daar behoorlijk mee in zijn maag, maar als Joyce merkt dat Joris niet blij is met haar kindje lijkt zij in haar ouder patroon te vallen. Trudy besluit te gaan bemiddelen tussen Joris en Joyce, waardoor Joyce te veel gaat stressen. |    |                            |                   |                                           |                  |             |
| 8 | 8  | Drie keer geen zin         | Vincent Schuurman | Haye van der Heyden                       | 3 februari 2013  | 1.907.000   |
| Sophie vraagt Boudewijn om met haar uit te zoeken wie Emiel heeft aangereden, Boudewijn heeft hier eigenlijk geen zin in maar besluit Sophie te helpen om haar voor zich te winnen. Dan stuit Boudewijn op het onverwachte. Joris date met een meisje dat hij helemaal te gek vindt, maar die op haar beurt Joris alleen als een one-night-stand ziet. David en Tamar belanden in een vechtscheiding, waarbij beide met modder gooien.                                                                                       |    |                            |                   |                                           |                  |             |
| 9 | 9  | Consequenties van dichtbij | Vincent Schuurman | Jacqueline Epskamp                        | 10 februari 2013 | 1.804.000   |
| Door een gesprek met zijn zoon wordt Boudewijn geconfronteerd met de consequenties van zijn scheiding met Sophie. David besluit de beste advocaat op het gebied van scheiden in de arm te nemen om de oorlog te verklaren met Tamar. Joris besluit op aandringen van David en Boudewijn opnieuw naar school te gaan. Aart heeft ondertussen potentiële kopers voor de villa gevonden. |    |                            |                   |                                           |                  |             |
| 10 | 10 | Liefde van je leven        | Vincent Schuurman | Haye van der Heyden                       | 17 februari 2013 | 1.980.000   |
| Boudewijn moet onverwacht het kinderfeestje van Bart organiseren, wanneer Sophie onverwacht moet werken. Ondertussen ontmoet hij een nieuwe liefde op het schoolplein. Zowel Naomi als Joyce komen logeren en willen allebei de aandacht van Joris, maar Joris lijkt niet in een van de twee geïnteresseerd te zijn. David besluit een volgende stap te zetten om Desiree voor zich te winnen. |    |                            |                   |                                           |                  |             |
| 11 | 11 | Opnieuw verliefd           | Will Koopman      | Haye van der Heyden                       | 24 februari 2013 | 1.920.000   |
| Boudewijn start een geheime relatie met Leona, maar Joris en David hebben door dat Boudewijn verliefd is. David en Desiree beginnen elkaar steeds beter te kennen, maar dan achtervolgt David haar en schrikt van wat hij aantreft. Hetty waarschuwt Joris, die weer verliefd begint te worden op Joyce, voor de gevolgen ervan. Joyce neemt in haar eentje een beslissing die ook Joris aangaat. |    |                            |                   |                                           |                  |             |
| 12 | 12 | Jaloerse exen              | Will Koopman      | Jacqueline Epskamp                        | 3 maart 2013     | 2.105.000   |
| Joris gaat examen doen, maar heeft examenvrees. Zowel David als Tamar hebben individuele vakantieplannen met de kinderen wat uitloopt in een grote ruzie. Sophie betrapt Boudewijn met Leona op een onverwachte plek en eist dat Boudewijn het uitmaakt. Boudewijn neemt een drastisch besluit, wat zowel bij Boudewijn en Leona niet echt goed ligt. Joyce ziet Joris met een ander, met alle gevolgen van dien. |    |                            |                   |                                           |                  |             |
| 13 | 13 | Alles of niets             | Will Koopman      | Haye van der Heyden                       | 10 maart 2013    | 2.134.000   |
| De hond van Boudewijn en Sophie blijkt ernstig ziek te zijn, wat Boudewijn en Sophie dichter bij elkaar weet te brengen. David besluit nu alles op alles te zetten om Desiree voor zich te winnen en te verleiden. Joyce heeft een heel schokkende verrassing voor Joris... |    |                            |                   |                                           |                  |             |

### Seizoen 2 (2014)
| Nr. | #  | Titel                   | Regisseur         | Schrijver(s)        | Datum         | Kijkcijfers |
| --- | -- | ----------------------- | ----------------- | ------------------- | ------------- | ----------- |
| 14 | 1  | Trouw of bedrogen       | Vincent Schuurman | Haye van der Heyden | 16 maart 2014 | 2.250.000   |
| Boudewijn, David en Joris willen weten of Sophie, Tamar en Joyce hun ooit hebben bedrogen en eventueel met wie. David stort zijn hart uit bij zijn cardiologe Desiree en Joris zit behoorlijk in zijn maag met de zwangerschap van Joyce. Wil hij wel of geen tweeling en is Joyce geschikt als moeder?                                                                                               |    |                         |                   |                     |               |             |
| 15 | 2  | Doorgaan met leven      | Vincent Schuurman | Haye van der Heyden | 23 maart 2014 | 2.135.000   |
| David doet er alles om in de smaak te vallen bij Desiree en het interesseert hem niks dat Tamar in geldproblemen zit. David besluit te gaan hardlopen, maar wil zijn trots niet aan de kant zetten. De advocaat van Joris heeft heel andere plannen dan Joris zelf. Boudewijn heeft moeite dat Sophie veel omgaat met Pieter, zijn bloedeigen broer en dit escaleert weer tussen Boudewijn en Sophie. |    |                         |                   |                     |               |             |
| 16 | 3  | Liefdevol avontuur      | Vincent Schuurman | Jacqueline Epskamp  | 30 maart 2014 | 2.061.000   |
| David wil de liefde bedrijven met Desiree, maar geen seks. Joris probeert zich staande te houden in het milieu en leventje van zijn nieuwe minnares. Een oud schoolvriendinnetje van Boudewijn neemt na al die jaren eindelijk wraak, dit tot groot plezier van Pieter en Sophie. |    |                         |                   |                     |               |             |
| 17 | 4  | Financieel aan de grond | Vincent Schuurman | Haye van der Heyden | 6 april 2014  | 1.951.000   |
| Boudewijn zit in financiële problemen en kan Sophie en hun kinderen geen geld geven. David en Tamar herinneren zich juist doordat ze uit elkaar zijn wat ze nou zo leuk aan elkaar vonden. Boudewijn, David en Joris geven een etentje voor alle huidige geliefden. |    |                         |                   |                     |               |             |
| 18 | 5  | Door modder heen gaan   | Vincent Schuurman | Haye van der Heyden | 13 april 2014 | 2.124.000   |
| Boudewijn heeft er werkelijk alles voor over om een huis te verkopen en gaat zelfs heel ver. Tamar en David ontdekken dat seks en zaken niet samen gaan en nemen een besluit. Joris heeft moeite met Simone en wil van haar af. |    |                         |                   |                     |               |             |
| 19 | 6  | Back to basic           | Vincent Schuurman | Jacqueline Epskamp  | 20 april 2014 | 1.609.000   |
| De drie vrienden gaan doordat ze alle drie in de knup zitten back to basic kamperen in de Ardennen. Echter gooit Pieter roet in het eten en een confrontatie tussen de broers eindigt in een climax. |    |                         |                   |                     |               |             |
| 20 | 7  | Het leuke aan kinderen  | Adriënne Wurpel   | Haye van der Heyden | 27 april 2014 | 1.841.000   |
| Boudewijn en David worstelen met de opvoeding van hun kinderen. Zwangere Joyce wordt haast gek zonder Joris en klampt zich aan hem vast. Joris weet niet wat hij moet doen met zijn minnares Simone. |    |                         |                   |                     |               |             |
| 21 | 8  | Plan B                  | Adriënne Wurpel   | Jacqueline Epskamp  | 4 mei 2014    | 1.913.000   |
| Boudewijn heeft dringend geld nodig en kan bij Joris in de bouw komen werken. Dat gaat niet van harte. David wordt heen-en-weer geslingerd tussen de zorgen om zijn gezin en zijn verliefdheid op Desiree. |    |                         |                   |                     |               |             |
| 22 | 9  | Alles op alles          | Adriënne Wurpel   | Haye van der Heyden | 11 mei 2014   | 1.985.000   |
| David verdraagt de verhouding niet tussen Tamar en de gymnastiekleraar van hun dochter. Desiree verlaat David. Boudewijn mag het huis verkopen en doet dat op een wel heel aparte wijze. De drie moeten alles op alles zetten om de moeder van Joris als schoonmaakster te behouden. |    |                         |                   |                     |               |             |
| 23 | 10 | Besluit van verandering | Vincent Schuurman | Jacqueline Epskamp  | 18 mei 2014   | 1.704.000   |
| De drie mannen besluiten een nieuwe start te maken. Joris bereidt zich voor op de geboorte van de tweeling. Boudewijn hoopt via een mediator beter contact te krijgen met Sophie. David maakt korte metten met de minnaar van Tamar. |    |                         |                   |                     |               |             |
| 24 | 11 | Rust                    | Vincent Schuurman | Haye van der Heyden | 25 mei 2014   | 1.790.000   |
| David en Tamar willen samen rust voor het gezin en kamperen in hun eigen tuin. Joris probeert voortdurend Joyce te kalmeren vanwege de aanstaande bevalling. Boudewijn raakt in de ban van een interieurverzorgster. |    |                         |                   |                     |               |             |
| 25 | 12 | Het is zoals het is     | Vincent Schuurman | Haye van der Heyden | 1 juni 2014   | 2.024.000   |
| Joris wordt helemaal gek van de paniek van Joyce over de aanstaande bevalling. David en Tamar organiseren een feestje voor de zestiende verjaardag van hun dochter en komen dichter tot elkaar. Sophie wil officieel scheiden van Boudewijn, die alles probeert om dat te voorkomen. |    |                         |                   |                     |               |             |

### Seizoen 3 (2015)
| Nr. | #  | Titel                          | Regisseur                        | Schrijver(s)        | Datum            | Kijkcijfers |
| --- | -- | ------------------------------ | -------------------------------- | ------------------- | ---------------- | ----------- |
| 26 | 1  | Niet met en niet zonder elkaar | Will Koopman                     | Haye van der Heyden | 4 januari 2015   | 1.890.000   |
| Boudewijn geeft Sophie de opdracht op te kijken wat ze precies met Pieter heeft. Joyce heeft haar behoeftes, maar Joris ziet hier niet op te wachten. De drie vrienden besluiten hun frustraties te uitten op een gemeenschappelijke vijand.      |    |                                |                                  |                     |                  |             |
| 27 | 2  | Waar voor je geld              | Will Koopman                     | Haye van der Heyden | 11 januari 2015  | 1.817.000   |
| Als David opbiecht dat hij het echt niet meer ziet zitten met Tamar, komt zij met relatietherapie bij de beroemde Tim Cornelis. Boudewijn besluit wraak te nemen op Sophie door met een dame een selfie te maken en deze te plaatsen op Facebook. |    |                                |                                  |                     |                  |             |
| 28 | 3  | Our nieuw house                | Will Koopman & Vincent Schuurman | Jacqueline Epskamp  | 18 januari 2015  | 1.958.000   |
| Davids secretaresse Els is 25 jaar in dienst en verwacht een bijzonder cadeau. David is het straal vergeten, maar maakt het ruimschoots goed. Joris maakt zich grote zorgen over Joyce als moeder.                                                |    |                                |                                  |                     |                  |             |
| 29 | 4  | Slimste woord                  | Will Koopman & Vincent Schuurman | Haye van der Heyden | 25 januari 2015  | 2.160.000   |
| David komt er tot zijn ontsteltenis achter dat zijn zoon Sam een erg hoog IQ heeft, terwijl hij zelf bijzonder gemiddeld scoort. Boudewijn heeft besloten om niet meer met Sophie te praten, letterlijk.                                          |    |                                |                                  |                     |                  |             |
| 30 | 5  | Solo, duo en een trio          | Vincent Schuurman                | Haye van der Heyden | 1 februari 2015  | 1.887.000   |
| Joris vindt het maar niets als zijn moeder Hetty iets begint met een louche vastgoedman. David gaat op onderzoek uit of Sam wel zijn eigen zoon is. Boudewijn belandt na lang droog te hebben gestaan in een triootje.                            |    |                                |                                  |                     |                  |             |
| 31 | 6  | Echte mannen                   | Vincent Schuurman                | Jacqueline Epskamp  | 8 februari 2015  | 2.061.000   |
| Boudewijn is erg succesvol op Tinder. David niet. Joris' bange vermoedens wat betreft Joyce worden keihard bevestigd. De drie vrienden gaan naar een mannencursus om weer echt man te worden.                                                     |    |                                |                                  |                     |                  |             |
| 32 | 7  | Katjesspel                     | Vincent Schuurman                | Haye van der Heyden | 15 februari 2015 | 1.969.000   |
| David en Tamar worden geconfronteerd met hun (v)echtscheiding wanneer hun dochter Naomi in het ziekenhuis belandt. De drie vrienden sturen iemand op Pieter af om hem voor eens en voor altijd aan de schandpaal te nagelen.                      |    |                                |                                  |                     |                  |             |
| 33 | 8  | Nieuwe poging                  | Vincent Schuurman                | Haye van der Heyden | 22 februari 2015 | 2.009.000   |
| Boudewijn boekt eindelijk een succesje bij Sophie als hij haar samen met zijn twee zonen Bart en Bas weet te verrassen. Het lukt David niet om Els op andere gedachten te brengen, vooral niet tijdens hun boswandeling.                          |    |                                |                                  |                     |                  |             |
| 34 | 9  | De derde partij                | Idse Grotenhuis                  | Jacqueline Epskamp  | 1 maart 2015     | 2.063.000   |
| Els is er mede verantwoordelijk voor dat de scheiding voordelig uitvalt voor Tamar als ze op dat moment een kunstje ten uitvoer brengt. Davids verhalen over Els brengen bij Boudewijn allemaal gevoelens omhoog.                                 |    |                                |                                  |                     |                  |             |
| 35 | 10 | Het zit tegen                  | Idse Grotenhuis                  | Haye van der Heyden | 8 maart 2015     | 1.757.000   |
| Boudewijn moet voor oppas spelen, zodat Sophie naar Parijs kan. Ondertussen loopt hij een blauwtje. Alles zit de drie vrienden tegen en met als klapper dat Joris met de politie in aanraking komt door zijn nieuwe bijbaan.                      |    |                                |                                  |                     |                  |             |
| 36 | 11 | Het begin van het einde        | Idse Grotenhuis                  | Haye van der Heyden | 15 maart 2015    | 1.949.000   |
| Els en Tamar spannen samen om David een poot uit te draaien. Joris vindt een plan om van Theo de Ridder af te komen, maar niet zonder gevaar. Boudewijn krijgt het slechtste nieuws in tijden te horen.                                           |    |                                |                                  |                     |                  |             |
| 37 | 12 | Het einde van het begin        | Idse Grotenhuis                  | Jacqueline Epskamp  | 22 maart 2015    | 2.090.000   |
| Bij Els slaan de stoppen door, wat gevolgen heeft voor David. Boudewijn krijgt het beste nieuws in tijden te horen van Sophie. Joris blijft in shock als Joyce opbiecht met de kinderen en haar nieuwe vlam naar Griekenland te emigreren.        |    |                                |                                  |                     |                  |             |

### Seizoen 4 (2016)
| Nr. | #  | Titel                  | Regisseur         | Schrijver(s)        | Datum            | Kijkcijfers |
| --- | -- | ---------------------- | ----------------- | ------------------- | ---------------- | ----------- |
| 38 | 1  | De nieuwe              | Vincent Schuurman | Haye van der Heyden | 3 januari 2016   | 1.988.000   |
| Boudewijn komt erachter wat "bloemen bij de finish" betekent en gaat de strijd aan met Pieter. Tamar gaat aan het werk, maar doet niet echt al te goed haar best. Joris pakt het boksen weer op, omdat hij het vertrek van Jan en Marie slecht kan verwerken. Ook komen de mannen in contact met Bibi, hun bloedmooie nieuwe schoonmaakster.       |    |                        |                   |                     |                  |             |
| 39 | 2  | Blind doorheen         | Vincent Schuurman | Haye van der Heyden | 10 januari 2016  | 2.058.000   |
| Om het goed te maken met Bart, besluit Boudewijn een speciale handtekening voor op zijn gips te regelen. David komt vast te zitten in de lift, maar heeft ondertussen knus gezelschap. Joris komt in problemen wanneer hij Bibi moet troosten en zich niet kan inhouden met betrekking tot het pact dat hij heeft gesloten met Boudewijn en David. |    |                        |                   |                     |                  |             |
| 40 | 3  | Schimmige ontmoetingen | Vincent Schuurman | Jacqueline Epskamp  | 17 januari 2016  | 2.032.000   |
| David wil zijn verjaardag niet vieren, omdat hij andere plannen met Selly heeft. Boudewijn zet een bedhut voor Bart in elkaar maar weet niet meer of het nu bedhut of hutsend was. Joris krijgt een duister voorstel waarmee hij in één klap veel geld kan verdienen, zodat hij naar Griekenland kan.                                              |    |                        |                   |                     |                  |             |
| 41 | 4  | Geklaarde boter        | Vincent Schuurman | Haye van der Heyden | 24 januari 2016  | 1.933.000   |
| Tamar gaat stoken tussen David en Selly wanneer ze hem en zijn twee vrienden een kookcursus in Hattem cadeau geeft. Wraak is de naam van het gerecht dat koud wordt geserveerd, maar natuurlijk loopt alles anders dan wat er op de planning stond. Vooral voor Bouwewijn, echter valt Joris daarentegen wel met zijn neus in de boter.            |    |                        |                   |                     |                  |             |
| 42 | 5  | Slachten               | Martin Schwab     | Haye van der Heyden | 31 januari 2016  | 1.921.000   |
| De grote dag voor Joris is aangebroken: zijn gevecht tegen de sterke "De Slager" vindt plaats. In een wanhopige bui probeert Boudewijn weer terrein te winnen bij Sophie door iets verrassends uit zijn hoed te toveren. |    |                        |                   |                     |                  |             |
| 43 | 6  | Tweede poging          | Martin Schwab     | Jacqueline Epskamp  | 7 februari 2016  | 1.685.000   |
| De mondelinge afspraken van Boudewijn en Sophie lijken een oorzaak van een nieuw gelukkig huwelijk. Joris heeft eindelijk zijn geld voor Griekenland bij elkaar, maar een oude angst gooit echter roet in het eten. |    |                        |                   |                     |                  |             |
| 44 | 7  | Griekenland            | Martin Schwab     | Haye van der Heyden | 14 februari 2016 | 1.890.000   |
| Joris gaat samen met Boudewijn en David naar Griekenland om zijn kinderen op te zoeken. Boudewijn raakt gekrenkt in zijn ego door Bibi. En David zijn verliefdheid wordt op de proef gesteld. |    |                        |                   |                     |                  |             |
| 45 | 8  | Man nummer drie        | Martin Schwab     | Haye van der Heyden | 21 februari 2016 | 2.178.000   |
| Bibi ontfermt op haar manier over David, die in een dip zit na de mislukte date van Naomi en Jesse. Joris heeft contact met de wereldberoemde actrice Rebecca Morisson. Die is het in het land, omdat diens Nederlandse tante is overleden. Boudewijn weet weer een wit voetje te halen bij Sophie.                                                |    |                        |                   |                     |                  |             |
| 46 | 9  | Afscheid               | Vincent Schuurman | Jacqueline Epskamp  | 28 februari 2016 | 1.922.000   |
| |    |                        |                   |                     |                  |             |
| 47 | 10 | Honk vier              | Vincent Schuurman | Jacqueline Epskamp  | 6 maart 2016     | 2.132.000   |
| |    |                        |                   |                     |                  |             |
| 48 | 11 | Betere tijden          | Vincent Schuurman | Haye van der Heyden | 13 maart 2016    | 1.892.000   |
| |    |                        |                   |                     |                  |             |
| 49 | 12 | Wonderen               | Vincent Schuurman | Haye van der Heyden | 20 maart 2016    | 2.408.000   |
| |    |                        |                   |                     |                  |             |